# Aurivilliola shanica
Aurivilliola shanica is een hooiwagen uit de familie Sclerosomatidae. De wetenschappelijke naam van Aurivilliola shanica gaat terug op Roewer.